# 20256 Adolfneckař
20256 Adolfneckař è un asteroide della fascia principale. Scoperto nel 1998, presenta un'orbita caratterizzata da un semiasse maggiore pari a 2,3583598 UA e da un'eccentricità di 0,1938594, inclinata di 4,84710° rispetto all'eclittica.